# Chevigney
Chevigney est une commune française située dans le département de la Haute-Saône, la région culturelle et historique de Franche-Comté et la région administrative Bourgogne-Franche-Comté. Elle appartient à l'arrondissement de Vesoul.

## Géographie

### Localisation
La ville la plus proche est Gray, située à 15 km du village.
Le territoire de la commune est limitrophe de ceux de six communes :
|                                            | Vadans    |       |
| La Grande-Résie, Broye-Aubigney-Montseugny | Chevigney | Valay |
| Sauvigney-lès-Pesmes                       | Pesmes    |       |

### Hydrographie
Les principaux cours d'eau qui arrosent la commune sont le ruisseau de Sainte-Cécile et le ruisseau de Cuve, qui se trouvent à une altitude d'environ 205 mètres.

### Climat
Pour des articles plus généraux, voir Climat de la Bourgogne-Franche-Comté et Climat de la Haute-Saône.
En 2010, le climat de la commune est de type climat des marges montargnardes, selon une étude du Centre national de la recherche scientifique s'appuyant sur une série de données couvrant la période 1971-2000. En 2020, Météo-France publie une typologie des climats de la France métropolitaine dans laquelle la commune est exposée à un climat semi-continental et est dans la région climatique  Lorraine, plateau de Langres, Morvan, caractérisée par un hiver rude (1,5 °C), des vents modérés et des brouillards fréquents en automne et hiver. 
Pour la période 1971-2000, la température annuelle moyenne est de 10,4 °C, avec une amplitude thermique annuelle de 17,5 °C. Le cumul annuel moyen de précipitations est de 949 mm, avec 12,6 jours de précipitations en janvier et 8,7 jours en juillet. Pour la période 1991-2020, la température moyenne annuelle observée sur la station météorologique de Météo-France la plus proche, « Cugney », sur la commune de Cugney à 10 km à vol d'oiseau, est de 11,2 °C et le cumul annuel moyen de précipitations est de 958,2 mm. 
La température maximale relevée sur cette station est de 40 °C, atteinte le 31 juillet 2020 ; la température minimale est de −17 °C, atteinte le 20 décembre 2009,,. 
Les paramètres climatiques de la commune ont été estimés pour le milieu du siècle (2041-2070) selon différents scénarios d'émission de gaz à effet de serre à partir des nouvelles projections climatiques de référence DRIAS-2020. Ils sont consultables sur un site dédié publié par Météo-France en novembre 2022.

## Urbanisme

### Typologie
Au 1er janvier 2024, Chevigney est catégorisée commune rurale à habitat très dispersé, selon la nouvelle grille communale de densité à sept niveaux définie par l'Insee en 2022.
Elle est située hors unité urbaine. Par ailleurs la commune fait partie de l'aire d'attraction de Besançon, dont elle est une commune de la couronne,. Cette aire, qui regroupe 310 communes, est catégorisée dans les aires de 200 000 à moins de 700 000 habitants,.

### Occupation des sols
L'occupation des sols de la commune, telle qu'elle ressort de la base de données européenne d’occupation biophysique des sols Corine Land Cover (CLC), est marquée par l'importance des territoires agricoles (76,8 % en 2018), une proportion sensiblement équivalente à celle de 1990 (76,3 %). La répartition détaillée en 2018 est la suivante : 
terres arables (66,3 %), forêts (23,2 %), zones agricoles hétérogènes (10,5 %). L'évolution de l’occupation des sols de la commune et de ses infrastructures peut être observée sur les différentes représentations cartographiques du territoire : la carte de Cassini (XVIIIe siècle), la carte d'état-major (1820-1866) et les cartes ou photos aériennes de l'IGN pour la période actuelle (1950 à aujourd'hui).

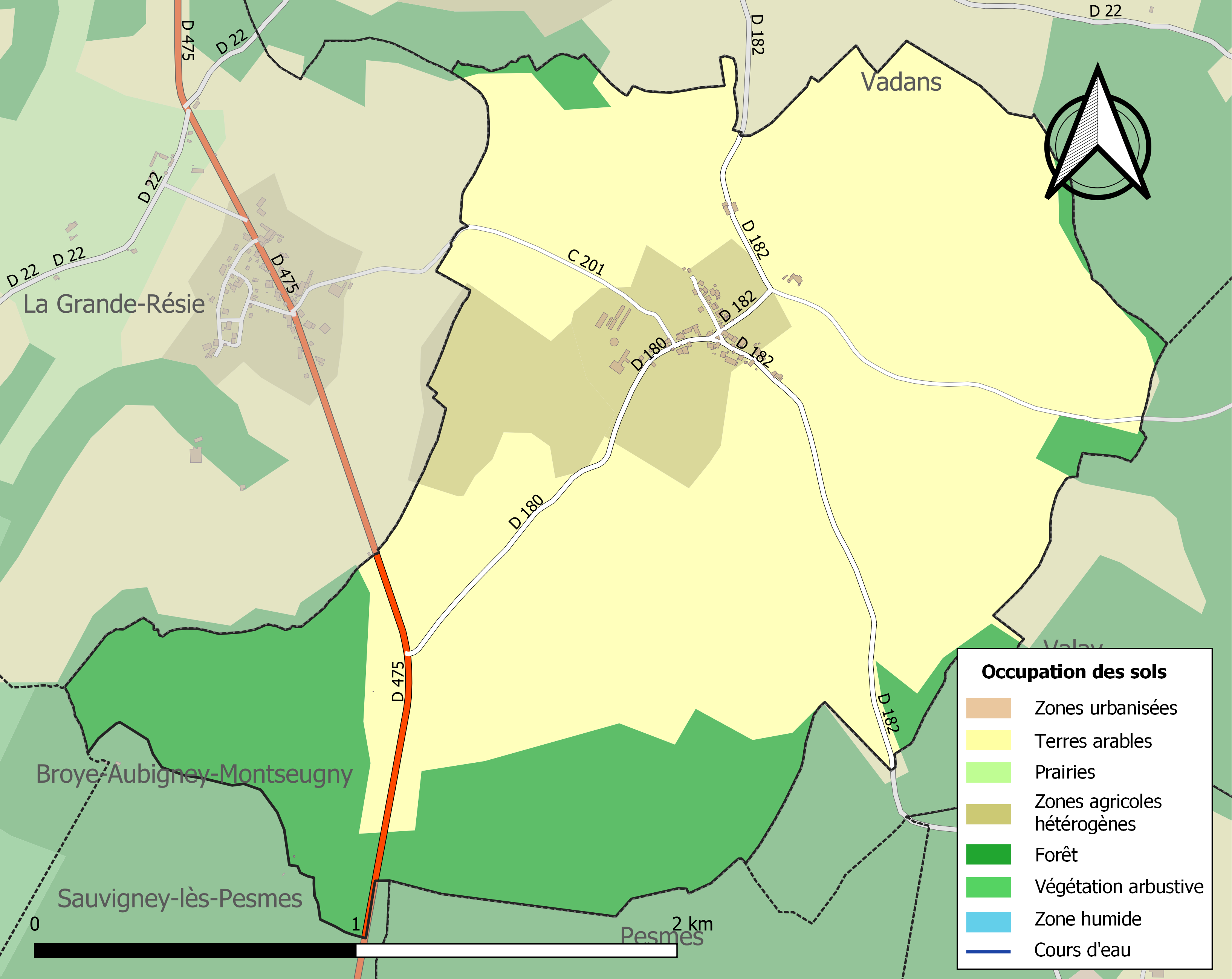
Carte des infrastructures et de l'occupation des sols de la commune en 2018 (CLC).

### Risques naturels et technologiques
Le village a souffert d'inondations et coulées de boue en octobre, novembre et décembre 1982 et en décembre 1999.
En juin 2012, la commune a subi un gros orage de grêle (grêlons de la taille d'un œuf) occasionnant d'importants dégâts aux habitations.

## Histoire
Les terres du village ont appartenu respectivement aux familles de Belot, Tricornot, Montureux et Aubert de Résie au moment de la Révolution.
Des ruines à l'extérieur du village témoignent d'une ancienne maison de Templiers. Un puits a également été découvert.
Des fouilles ont également permis de mettre au jour des cercueils de pierre, des urnes cinéraires, des lames d'épée, des agrafes de ceinturon parées de filets d'argent et des anneaux.
En outre, les restes d'une chapelle sont également présents au hameau de Sainte-Cécile.
Au XIXe siècle Chevigney vivait de l'exploitation de carrières de minerai de fer, qui alimentaient les fourneaux de Pesmes et de Valay, et du vignoble.

## Politique et administration

### Rattachements administratifs et électoraux
La commune fait partie de l'arrondissement de Vesoul du département de la Haute-Saône, en région Bourgogne-Franche-Comté. Pour l'élection des députés, elle dépend de la première circonscription de la Haute-Saône.
Elle faisait partie depuis 1793 du canton de Pesmes. Dans le cadre du redécoupage cantonal de 2014 en France, la commune est désormais rattachée au canton de Marnay.

### Intercommunalité
La commune faisait partie de la petite communauté de communes du val de Pesmes, créée par un arrêté préfectoral du 12 décembre 2002, et qui prenait la suite du Syndicat intercommunal de développement et d’aménagement du canton de Pesmes.
Dans le cadre des dispositions de la loi portant nouvelle organisation territoriale de la République (Loi NOTRe) du 7 août 2015, qui prévoit que les établissements publics de coopération intercommunale (EPCI) à fiscalité propre doivent avoir un minimum de 15 000 habitants (et 5 000 habitants en zone de montagnes), le préfet de la Haute-Saône a présenté en octobre 2015 un projet de révision du Schéma départemental de coopération intercommunale (SDCI) qui prévoit notamment la scission de cette communauté de communes et le rattachement de certaines de ses communes à la communauté de communes du Val marnaysien et les autres communes à celle du Val de Gray,.
Malgré l'opposition du Val de Pesmes, le SDCI définitif, approuvé par le préfet le 30 mars 2016, a prévu l'extension : 
- du Val Marnaysien aux communes de Bard-lès-Pesmes, Berthelange, Brésilley, Chancey, Chaumercenne, Courcelles-Ferrières, Corcondray, Etrabonne, Ferrières-les-Bois, Malans, Mercey-le-Grand, Montagney, Motey-Besuche, Villers-Buzon, portant le nouvel ensemble à 13 784 habitants, selon le recensement de 2013 ;
- Val de Gray aux communes d'Arsans, Broye-Aubigney-Montseugny, Chevigney, La Grande-Résie, La Résie-Saint-Martin, Lieucourt, Pesmes, Sauvigney-lès-Permes, Vadans, Valay et Venère, portant le nouvel ensemble à 20 807 habitants[21].

C'est ainsi que la commune est désormais membre depuis le  1er janvier 2017 de la Communauté de communes Val de Gray.

### Liste des maires
| Période | Période  | Identité       | Étiquette | Qualité |
| ------- | -------- | -------------- | --------- | ------- |
| 1985    | 1995     | Roger Martin   |           |         |
| 1995    | 2008     | Régis Bressand |           |         |
| 2008    | 2014     | Denis Martini  |           |         |
| 2014    | En cours | Régis Bressand |           |         |

## Population et société

### Démographie
L'évolution du nombre d'habitants est connue à travers les recensements de la population effectués dans la commune depuis 1793. Pour les communes de moins de 10 000 habitants, une enquête de recensement portant sur toute la population est réalisée tous les cinq ans, les populations de référence des années intermédiaires étant quant à elles estimées par interpolation ou extrapolation. Pour la commune, le premier recensement exhaustif entrant dans le cadre du nouveau dispositif a été réalisé en 2007.

En 2022, la commune comptait 37 habitants, en évolution de +2,78 % par rapport à 2016 (Haute-Saône : −1,4 %, France hors Mayotte : +2,11 %).
| 1793 | 1800 | 1806 | 1821 | 1831 | 1836 | 1841 | 1846 | 1851 |
| ---- | ---- | ---- | ---- | ---- | ---- | ---- | ---- | ---- |
| 204  | 233  | 210  | 209  | 210  | 209  | 240  | 256  | 238  |

| 1856 | 1861 | 1866 | 1872 | 1876 | 1881 | 1886 | 1891 | 1896 |
| ---- | ---- | ---- | ---- | ---- | ---- | ---- | ---- | ---- |
| 213  | 207  | 186  | 164  | 147  | 159  | 143  | 138  | 136  |

| 1901 | 1906 | 1911 | 1921 | 1926 | 1931 | 1936 | 1946 | 1954 |
| ---- | ---- | ---- | ---- | ---- | ---- | ---- | ---- | ---- |
| 129  | 128  | 104  | 81   | 89   | 88   | 87   | 73   | 67   |

| 1962 | 1968 | 1975 | 1982 | 1990 | 1999 | 2006 | 2007 | 2012 |
| ---- | ---- | ---- | ---- | ---- | ---- | ---- | ---- | ---- |
| 72   | 63   | 53   | 39   | 39   | 39   | 32   | 31   | 37   |

| 2017 | 2022 | - | - | - | - | - | - | - |
| ---- | ---- | - | - | - | - | - | - | - |
| 36   | 37   | - | - | - | - | - | - | - |

## Économie
Les habitants de la commune travaillent dans l'agriculture, le BTP, transport, services, fabrication.

### Appellation d'origine contrôlée
La commune se trouve sur le territoire de l'appellation d'origine contrôlée (AOC) du gruyère français.

## Culture locale et patrimoine

### Lieux et monuments
- L'église de la Nativité-de-la-Vierge, qui date à l'origine du XIIe siècle, a été reconstruite au XVIIIe siècle[28]. Le clocher a notamment été exhaussé en 1772. À l'intérieur de l’église se trouvent les tableaux de la Nativité de Notre-Seigneur et la Fuite en Égypte. Elle comprend aussi une petite cloche mentionnant le millésime 1686.
- Une maison de vigneron, datant du XVIe siècle, a été inscrite au titre des monuments historiques en 1986[29]. Il s'agit d'une propriété privée.
- Fontaine-lavoir construite sur les plans de Christophe Colard en 1864, avec une couverture conçue par Bassot en 1894[30].
- École, construite en 1898-1899 d'après les plans d'Auguste Courvoisier, par l'entrepreneur Alexandre Jardel[31].
- Petit pont sur le ruisseau de Sainte-Cécile, construit en 1860 par l'agent voyer Degoix[32].
- Maisons et fermes des XVIe  au  XIXe siècle[33].
- Les forêts de Bois la Dame et de Gray sont proches du village : elles se situent à respectivement 2,5 km et 8 km.

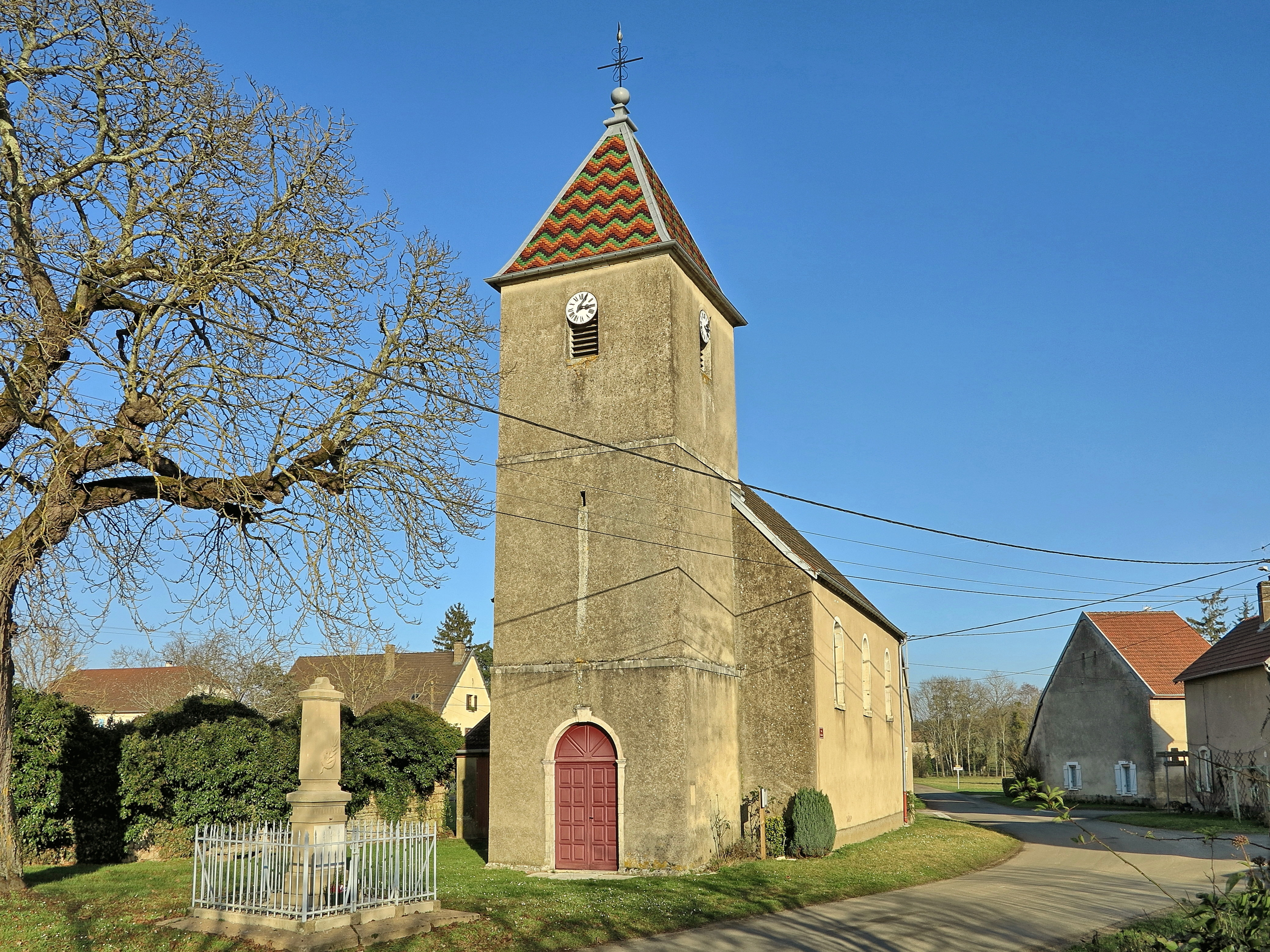
L'église.
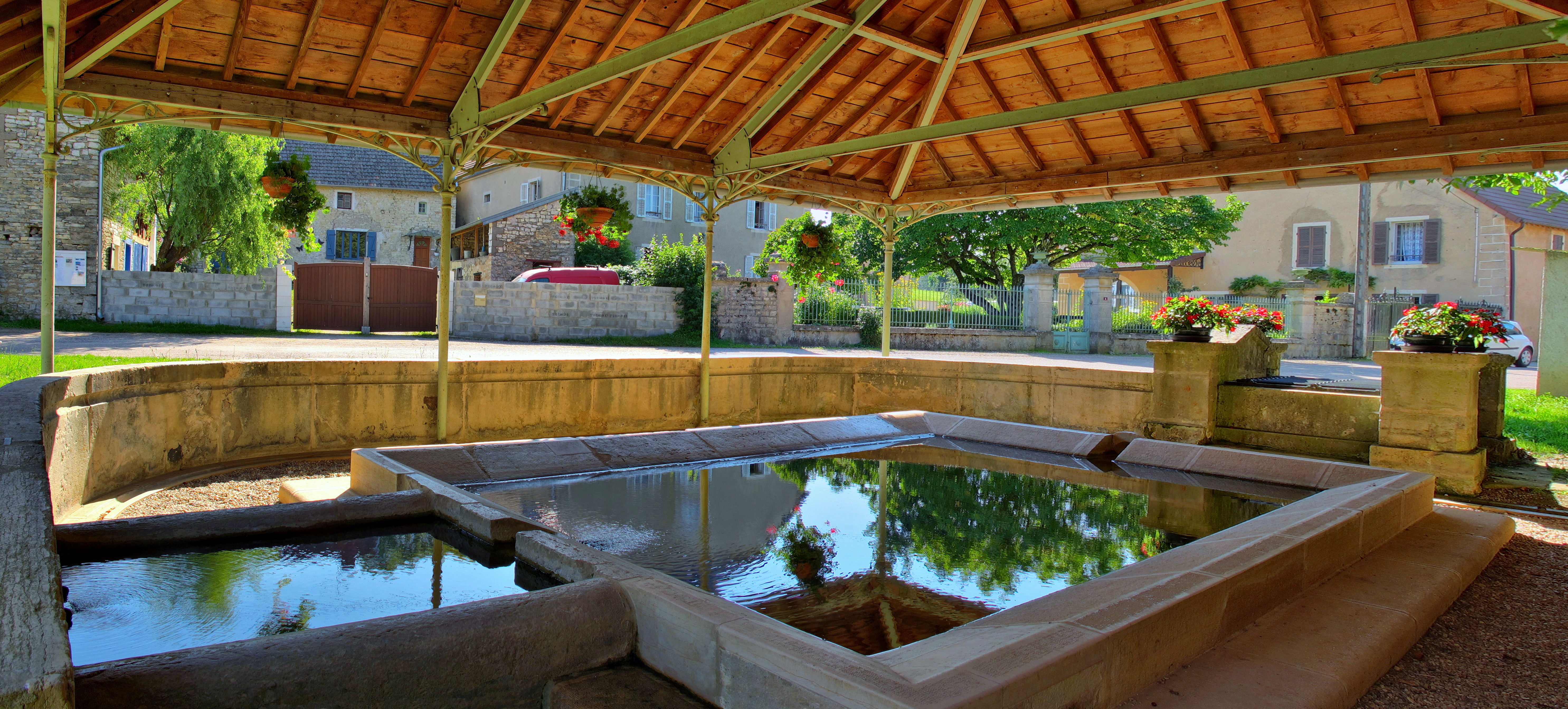
le lavoir.
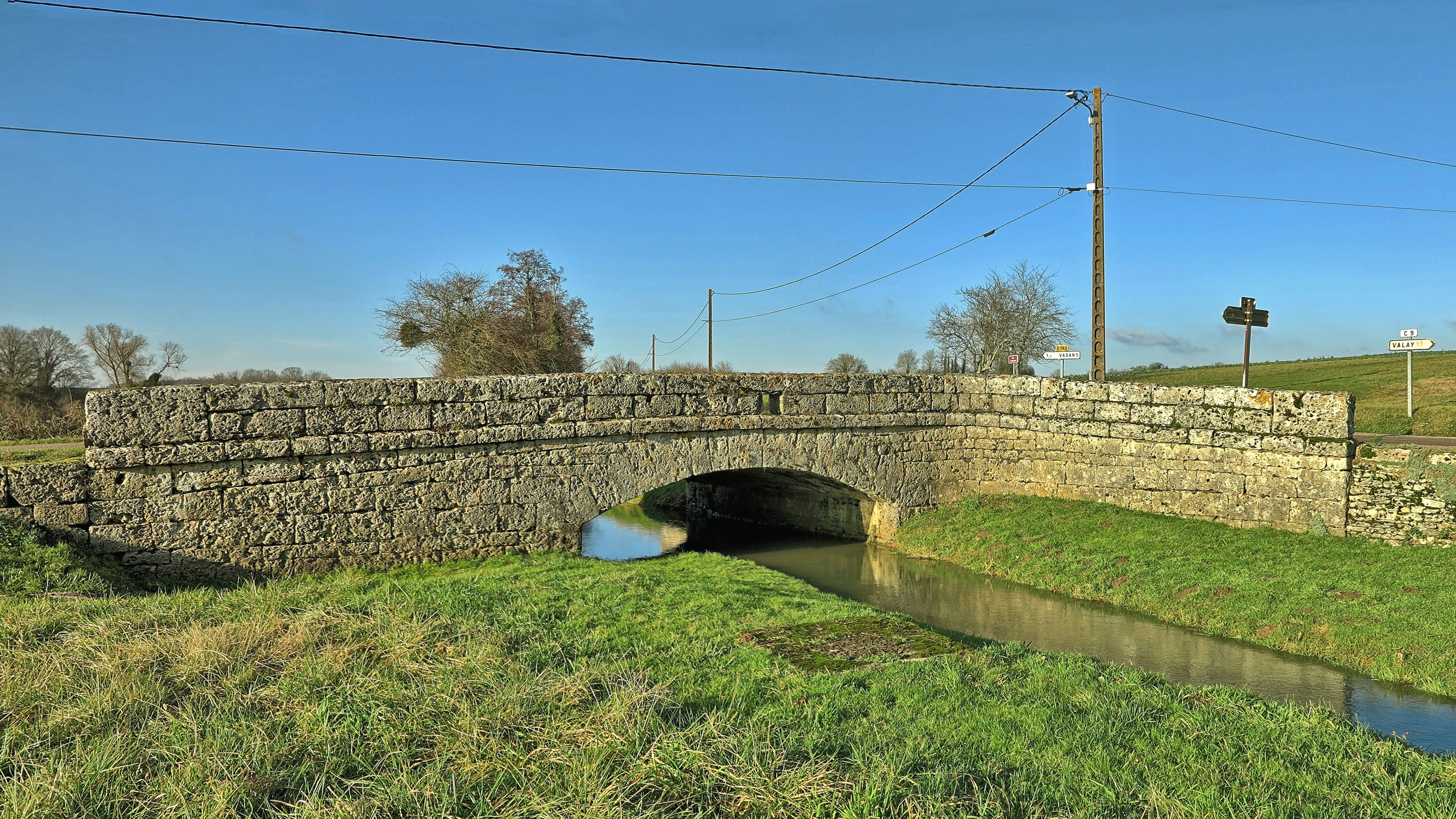
Le pont sur le ruisseau de Sainte-Cécile.
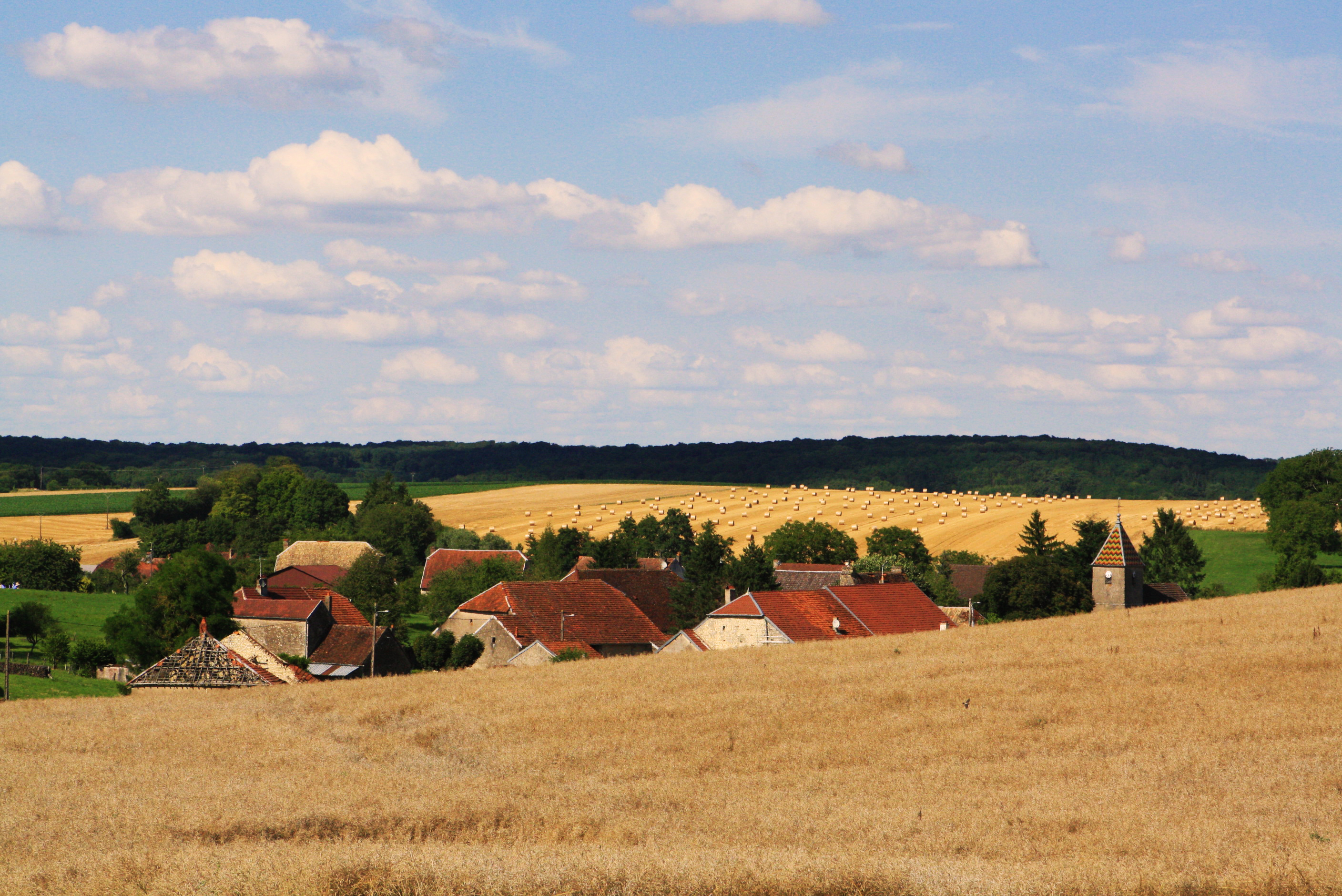
Vue de Chevigney.

### Galerie

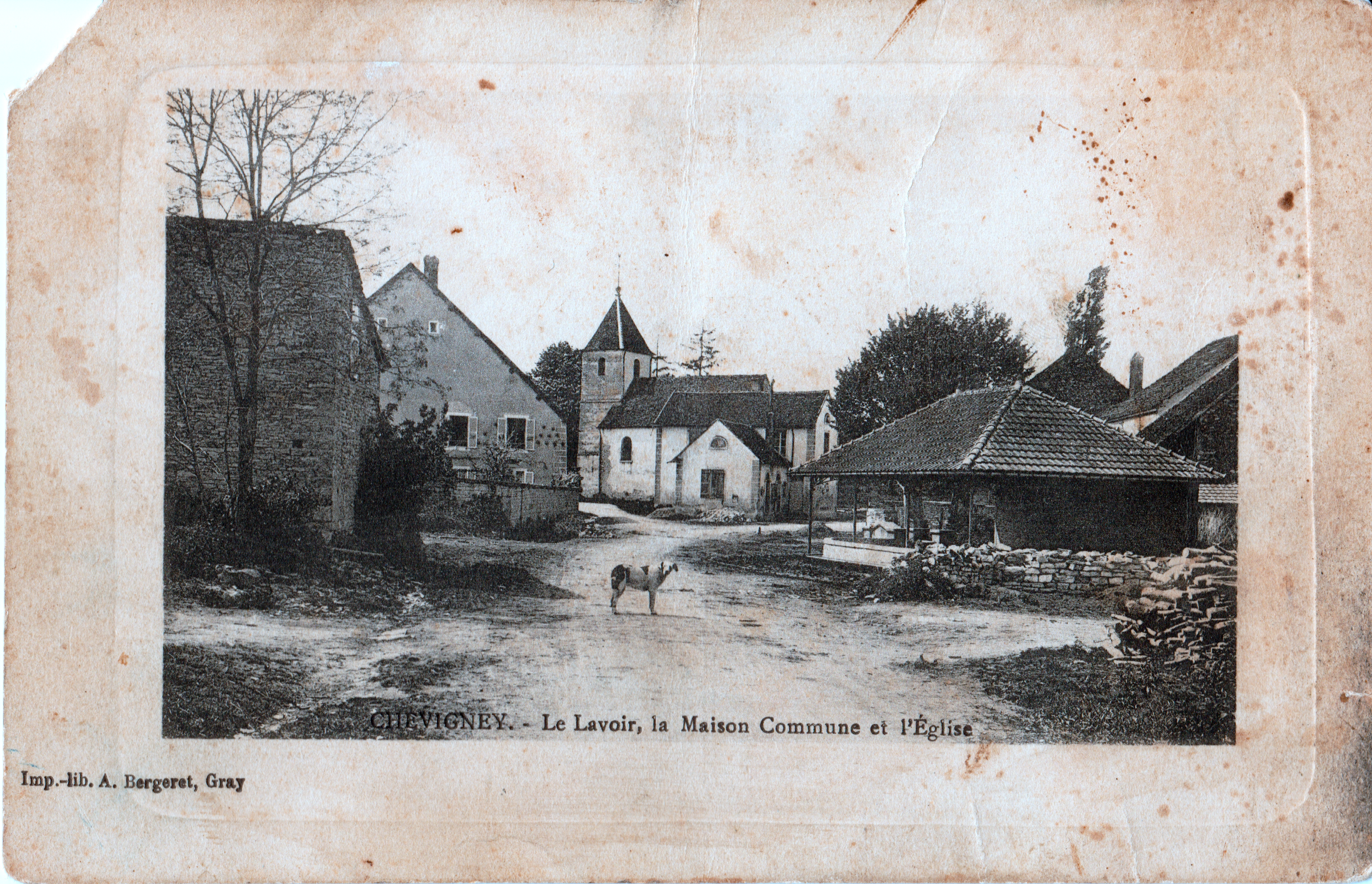
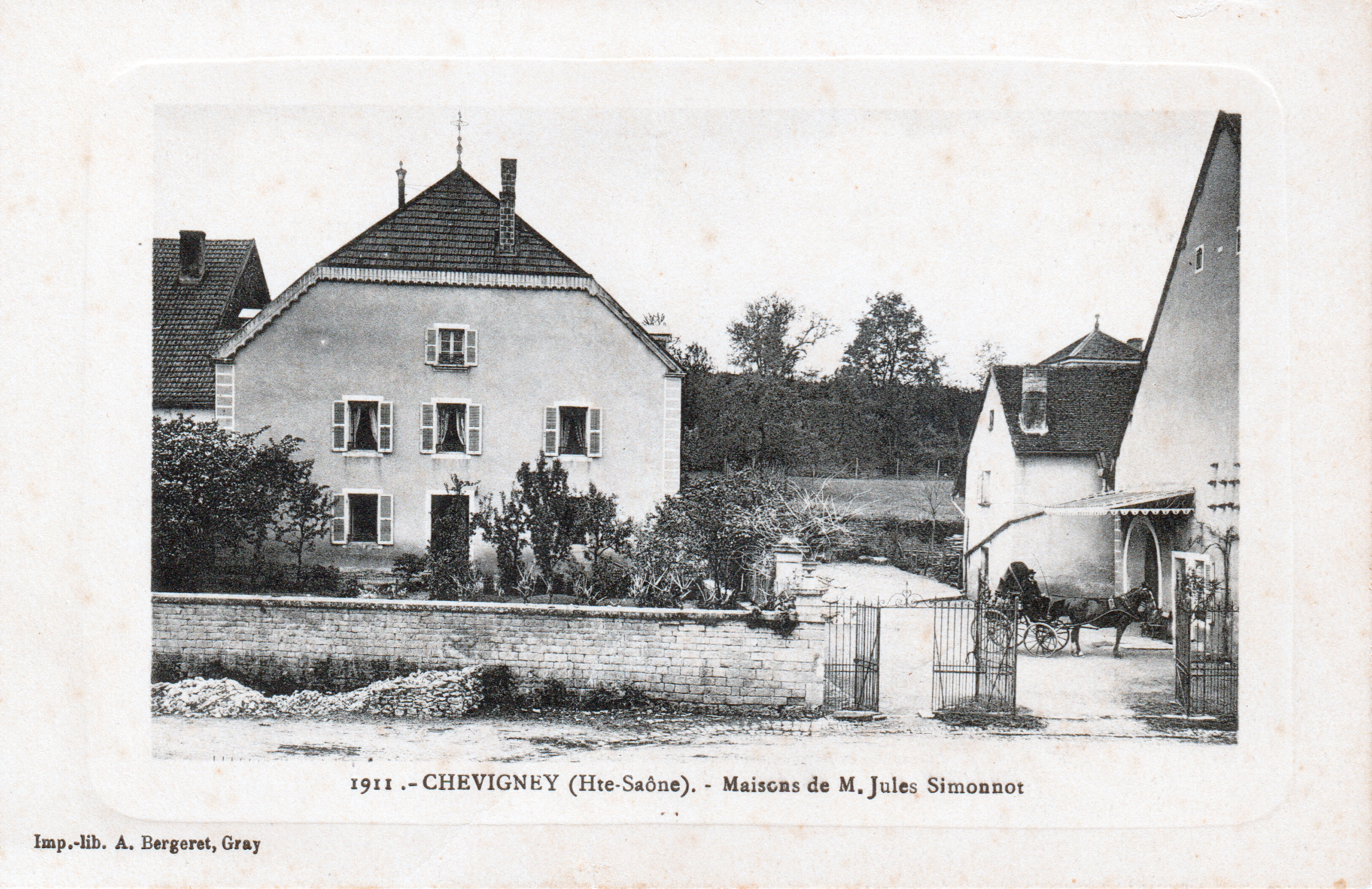
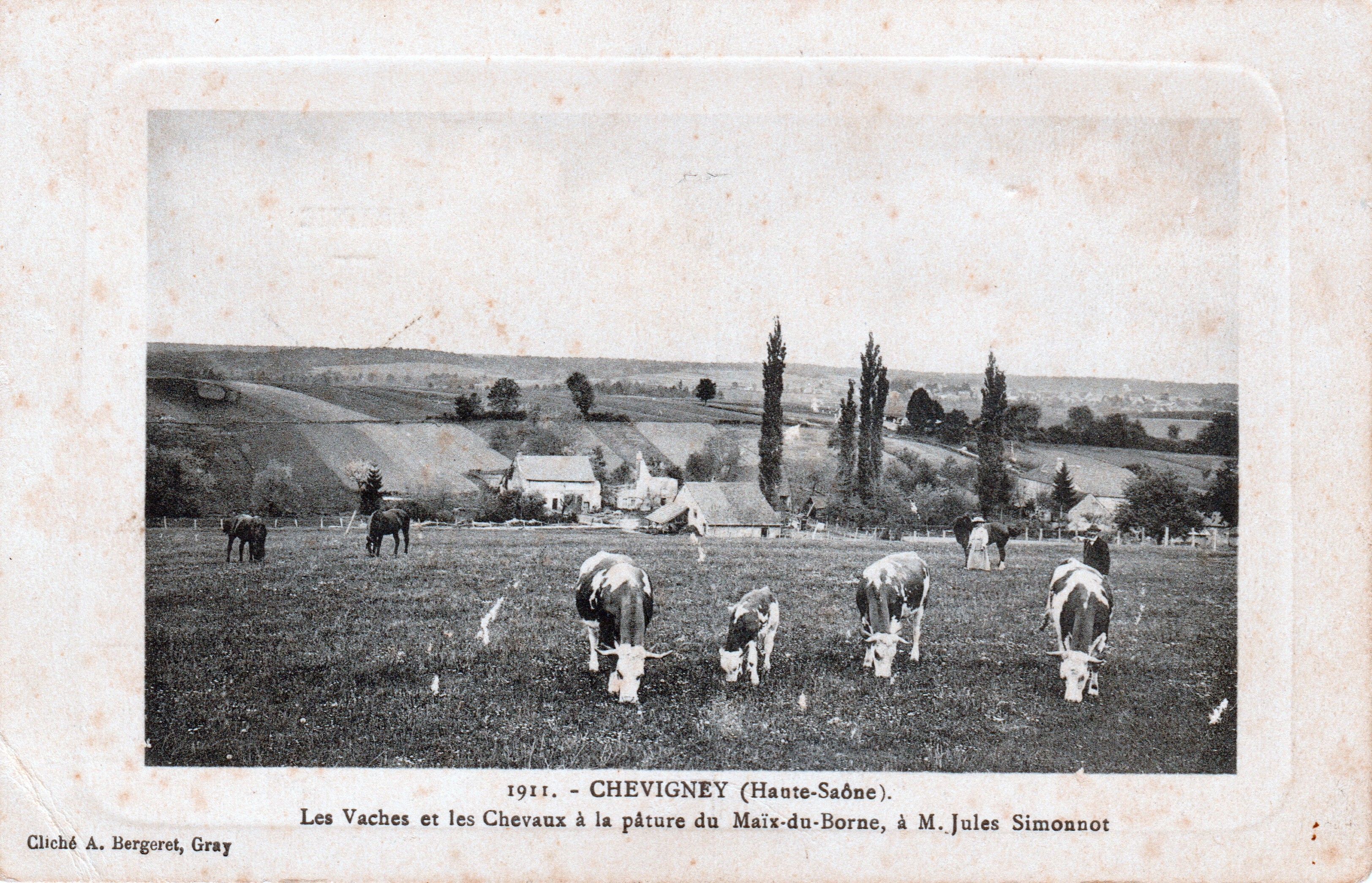
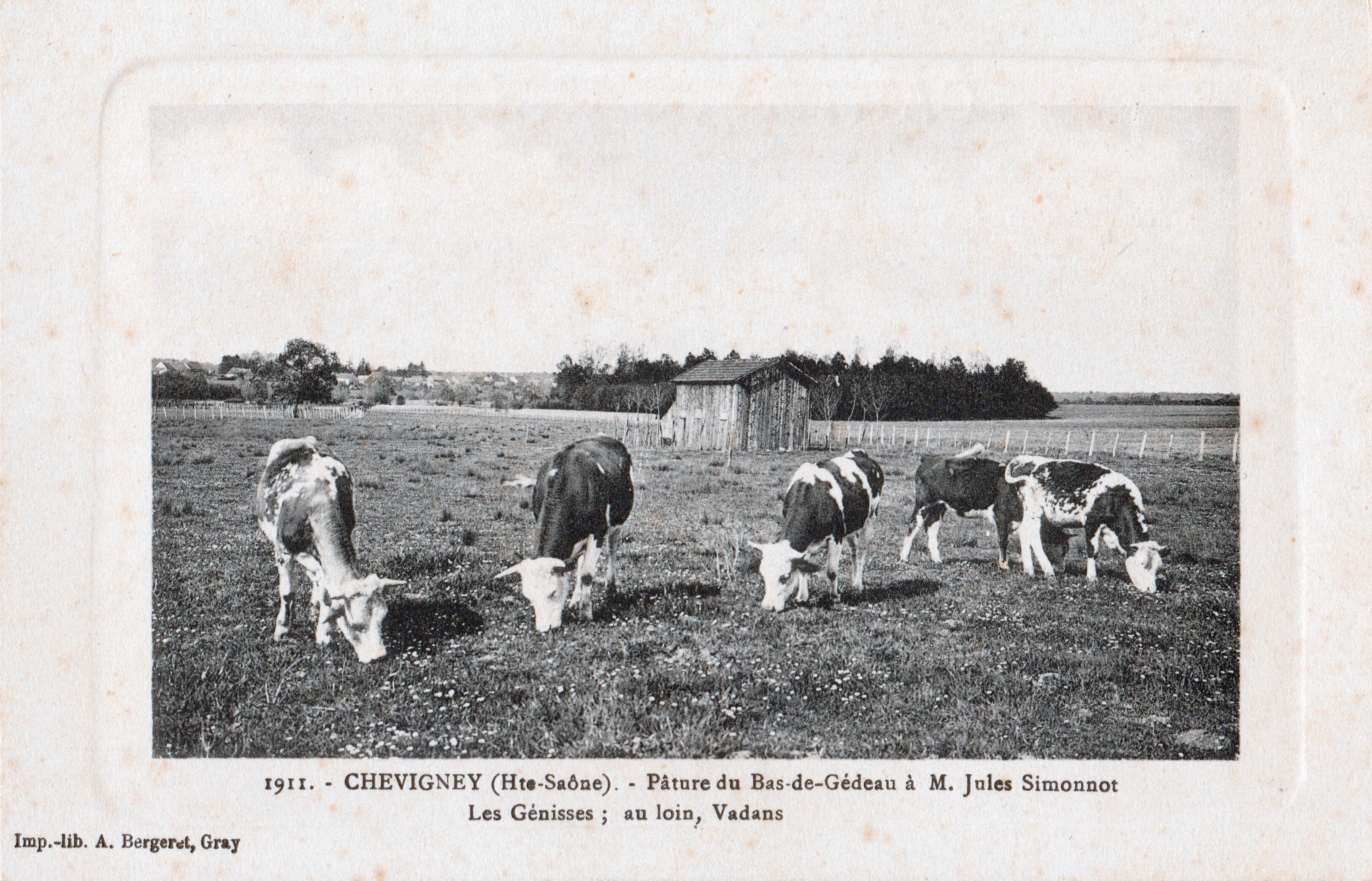